# Ostflucht
Ostflucht (niem. tzw. ucieczka ze wschodu) – termin określający zjawisko migracji ze wschodu Niemiec (Rzeszy) na bardziej zamożne tereny zachodnie.
W drugiej połowie XIX wieku ludność ówczesnej wschodniej części Rzeszy (Prusy Wschodnie, Prusy Zachodnie, Prowincja Poznańska, Śląsk) zaczęła migrować do ośrodków przemysłowych w zachodnich Niemczech (Zagłębie Ruhry, Berlin). Proces określany mianem Ostflucht nasilił się na przełomie wieków i dotyczył nie tylko Niemców, ale także rdzennych Polaków zamieszkujących ziemie zaboru pruskiego.
Szerokie obecnie rozpowszechnienie polskich nazwisk w tych regionach, przede wszystkim w Zagłębiu Ruhry pochodzi z tego ruchu osiedleńczego. Ostflucht był jednym z powodów nasilenia akcji germanizacyjnej (Komisja Kolonizacyjna).